# Orsodacne chlorotica
Orsodacne chlorotica is een keversoort uit de familie schijnhaantjes (Orsodacnidae). De wetenschappelijke naam van de soort werd in 1804 gepubliceerd door Latreille.